# Szergej Alekszandrovics Drugal
Szergej Alekszandrovics Drugal, Серге́й Алекса́ндрович Друга́ль (Zsimpiti, ma Kazahsztánban, 1927. május 10. – Jekatyerinburg, 2011. június 20.) orosz tudományos-fantasztikus író, mérnök.

## Élete
Gyerekkorát Szaratovban, Minszkben és Kurszkban töltötte. Usszurijszkban egy vasúti műhelyben dolgozott. A habarovszki Vasúti Közlekedési Mérnöki Intézetben végzett, ezután a jekatyerinburgi Vasúti Közlekedési Kutatóintézet laboratóriumát vezette. A műszaki tudományok doktora, több, mint ötven találmány szerzője. Jekatyerinburgban hunyt el.
Első fantasztikus írása a Право выбора című novella volt 1966-ban. Sok munkája az Уральский следопыт című lapban jelent meg. 1984-ben adta ki Тигр проводит вас до гаража, 1990-ben Василиск című antológiáit. E gyűjteményei két ciklusra oszthatóak: az első ciklus a Természet-helyreállító Intézet tevékenységéről szól, amelynek feladata a természet helyreállítása és észszerű megváltoztatása a modern tudományos eredmények segítségével.  
A szerző eredeti ökológiai elképzelései (az állatvilág rekonstrukciója, sőt – gazdagítása új állatfajták és hibridek, valamint mesés mitológiai lények tenyésztésével) e ciklusban az író a jövő pedagógiájáról alkotott gondolataival ötvöződnek. A másik ciklus parodisztikus, humoros novellákat tartalmaz a földönkívüliekkel való kapcsolatról. Az ökológiai ciklus művei később a Язычники című regényben egyesültek (1989). 
Drugal műveit Magyarországon és az NDK-ban is lefordították s kiadták. Varsóban 1988-ban jelent meg Тигр проводит вас до гаража című munkája lengyel nyelven. Василиск című kötetéért 1992-ben Aelita-díjat kapott. Részt vett a tudományos-fantasztikus irodalom szovjet rajongói első találkozóján Permben. Drugal szerint Vitalij Ivanovics Bugrov, az Уральский следопыт című lap sci-fi osztályának vezetője fontos szerepet játszott írói pályafutásában. Ő lett az oka annak is, hogy az 1990-es évekre eltávolodott a műfajtól: "meghalt, s engem többé nem érdekelt a science fiction".

## Magyarul megjelent művei
- A tigris a garázsig kísér (novella, Metagalaktika 2., 1981)
- Az utolsó nyúl (novella, Galaktika 39., 1980)
- Vizsga (novella, Galaktika 341., 2018)
- A különleges forma (novella, Ház kísértettel című antológia, WORLD SF Magyar Tagozata, Budapest, 1988, ISBN 9630189402)

## Fordítás
- Ez a szócikk részben vagy egészben  a(z)   Другаль, Сергей Александрович című orosz Wikipédia-szócikk ezen változatának fordításán alapul.  Az eredeti cikk szerkesztőit annak laptörténete sorolja fel. Ez a jelzés csupán a megfogalmazás eredetét és a szerzői jogokat jelzi, nem szolgál a cikkben szereplő információk forrásmegjelöléseként.